# تئوری توطئه دولت اشغالگر صهیونیستی

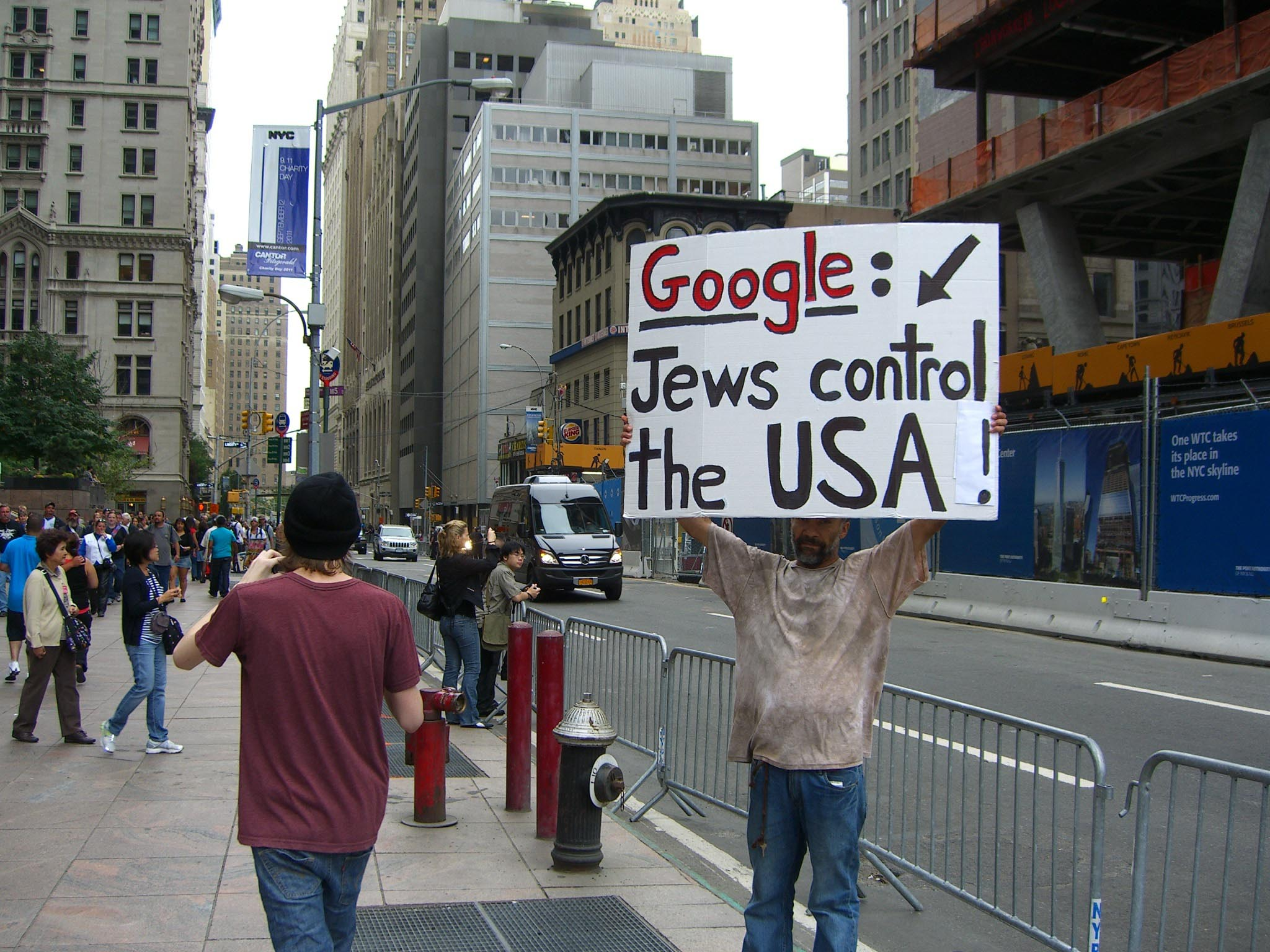
پلاکاردی که در دست یک مرد آمریکایی است و روی آن نوشته: "یهودیان آمریکا را کنترل میکنند!"

تئوری توطئه دولت اشغالگر صهیونیستی (انگلیسی: Zionist Occupation Government conspiracy theory) یک تئوری توطئه ضد یهود است که ادعا می‌کند یهودیان مخفیانه دولت سایه (توهم توطئه) کشورهای جهان غرب را کنترل می‌کنند. به گفته معتقدان، یک سازمان مخفی صهیونیستی بانک‌های بین‌المللی و از طریق آنها دولت‌ها را کنترل می‌کند تا علیه منافع سفیدپوستان، مسیحیان یا مسلمانان تبانی کند.